# Liste der Stolpersteine in Wiesbaden-Erbenheim
 Info: Angaben zu Eigenschaften, welche alle Teillisten für Wiesbaden gemeinsam haben, sind unter Liste der Stolpersteine in Wiesbaden zu finden.

## Liste
| Adresse                | Name                          | Inschrift mit Ergänzungen                                                                     | Verlegedatum  | Bild | Anmerkung |
| ---------------------- | ----------------------------- | --------------------------------------------------------------------------------------------- | ------------- | ---- | --------- |
| Wandersmannstraße 60 · | Mathilde Blumenthal geb. Kahn | Hier wohnte Mathilde Blumenthal geb. Kahn Jg. 1881 Deportiert 1942 Lublin Ermordet in Sobibor | 22. Jan. 2009 |      |           |
| Wandersmannstraße 60 · | Manfred Blumenthal            | Hier wohnte Manfred Blumenthal Jg. 1923 Deportiert 1942 Lublin Ermordet in Majdanek           | 22. Jan. 2009 |      |           |
| Bahnstraße 7 ·         | Herz Buchheim                 | Hier wohnte Herz Buchheim Jg. 1855 Eingewiesen 1942 Heilanstalt Bendorf-Sayn Tot 4.5.1942     | 2. Juli 2009  |      |           |
| Bahnstraße 7 ·         | Jakob Hess                    | Hier wohnte Jakob Hess Jg. 1880 Deportiert 1942 Lublin Ermordet 1942 in Majdanek              | 10. Dez. 2007 |      |           |
| Bahnstraße 7 ·         | Tekla Hess geb. Buchheim      | Hier wohnte Tekla Hess geb. Buchheim Jg. 1893 Deportiert 1942 Lublin Ermordet 1942 in Sobibor | 10. Dez. 2007 |      |           |
| Ringstraße 9 ·         | Adolf Levi                    | Hier wohnte Adolf Levi Jg. 1869 Deportiert 1943 Sobibor Ermordet 9.4.1943                     | 2. Juli 2009  |      |           |
| Ringstraße 9 ·         | Rosalie Levi geb. Sackl       | Hier wohnte Rosalie Levi geb. Sackl Jg. 1868 Deportiert 1943 Sobibor Ermordet 9.4.1943        | 2. Juli 2009  |      |           |
| Ringstraße 9 ·         | Max Levi                      | Hier wohnte Max Levi Jg. 1899 Deportiert 1943 Sobibor Ermordet 28.5.1943                      | 2. Juli 2009  |      |           |
| Ringstraße 9 ·         | Erich Gustav Levi             | Hier wohnte Erich Gustav Levi Jg. 1907 Deportiert 1942 Auschwitz Ermordet 13.8.1942           | 2. Juli 2009  |      |           |